# Мурашниця чагарникова
Мурашниця чагарникова (Grallaria watkinsi) — вид горобцеподібних птахів родини Grallariidae.

## Назва
Видова назва watkinsi вшановує англійського колекціонера Джино Воткінса, який зібрав типові зразки.

## Поширення
Вид з обмеженим ареалом на південному заході Еквадору (в основному в провінціях Ель-Оро і Лоха, з ізольованою популяцією на прибережних горах південного заходу Манабі і західного Гуаяса) і на крайньому північному заході Перу (департамент Тумбес). Його природне середовище проживання — субтропічні або тропічні сухі ліси.

## Спосіб життя
Харчується комахами, павуками та дощовими хробаками, яких підбирає з землі або у підстилці.